# Offoy (Somme)
Offoy é uma comuna francesa na região administrativa de Altos da França, no departamento de Somme. Estende-se por uma área de 7,1 km². Em 2010 a comuna tinha 214 habitantes (densidade: 30,1 hab./km²).